# Синеборский сельсовет
Синеборский сельсовет — сельское поселение в Шушенском районе Красноярского края.
Административный центр — посёлок Синеборск.

## История
Статус и границы сельского поселения установлены Законом Красноярского края от 24 декабря 2004 года № 13-2866 «Об установлении границ и наделении соответствующим статусом муниципального образования Шушенский район и находящихся в его границах иных муниципальных образований»

## Население
| 2010 | 2012  | 2013  | 2014  | 2015  | 2016  | 2017  |
| ---- | ----- | ----- | ----- | ----- | ----- | ----- |
| 1770 | ↘1765 | ↗1781 | ↘1752 | ↗1770 | ↘1735 | ↘1713 |

## Состав сельского поселения
В состав сельского поселения входят 3 населённых пункта:
| № | Населённый пункт | Тип населённого пункта          | Население |
| - | ---------------- | ------------------------------- | --------- |
| 1 | Веселые Ключи    | посёлок                         | 166       |
| 2 | Дубенское        | село                            | 413       |
| 3 | Синеборск        | посёлок, административный центр | 1191      |